# Broad Street (Suffolk)
Broad Street ist ein Weiler in der Gemeinde Groton, im District Babergh in der Grafschaft Suffolk, England.